# Mario Sonnleitner
Mario Sonnleitner (ur. 8 października 1986 w Vorau) – austriacki piłkarz występujący na pozycji obrońcy. Były zawodnik Grazer AK, Kapfenberger SV oraz Sturmu Graz. Od 2010 roku występuje w Rapidzie Wiedeń.